# Розкопки (фільм, 2018)
«Розкопки» (англ. The Dig) — ірландська драма 2018 року режисерів Енді Тохілла та Райана Тохілла за сценарієм Стюарта Дреннана. Фільм було показано на Міжнародному кінофестивалі в Торонто та був спродюсований Браяном Дж. Фальконером для північноірландської компанії «Out of Orbit».

## Сюжет
Батько (Лоркан Краніч у ролі Шона Маккенни) стає одержимим пошуком тіла своєї вбитої доньки Найм. Вбивця Ронан Каллахан (Мо Данфорд) виходить з в'язниці після відбуття 15-річного ув'язнення. Спочатку він хоче, щоб Шон покинув його землю, але згодом долучається до розкопок з пошуків зниклого тіла Найм у болоті.
Одразу по звільненню Ронан приймає рішення про припинення пияцтва, й виливає залишки алкоголю у своєму будинку до каналізації. Але зрештою звертається до шотів у пабі, сподіваючись згадати акт вбивства та місце, де він поховав дівчину.
Ронан розвиває стосунки із сестрою жертви Робертою (Емілі Тааффе).
Зрештою Ронан згадує деталь, яка доводить, що він не є вбивцею.

## У ролях
- Мо Данфорд[en] — Ронан Каллахан
- Френсіс Мегі[en] — Мерфі
- Емілі Тааффе[en] — Роберти Маккенни
- Лоркан Краніч[en] — Шон Маккенни
- Кетрін Девлін — Шівон

## Нагороди та номінації
| Рік  | Фестиваль                            | Номінація                                          | Номінант(и)                                                 | Результат | Дж.   |
| ---- | ------------------------------------ | -------------------------------------------------- | ----------------------------------------------------------- | --------- | ----- |
| 2018 | Премія британського незалежного кіно | Відкриття                                          | Браян Дж. Фальконер Райан Тохілл Енді Тохілл Стюарт Дреннан | Номінація | [ 4 ] |
| 2018 | Коркський міжнародний кінофестиваль  | Gradam Spiorad na Féile (нагорода «Дух фестивалю») | Енді Тохілл Райан Тохілл                                    | Номінація | [ 4 ] |
| 2018 | Galway Film Fleadh                   | Нагорода за художній фільм                         |                                                             | Перемога  | [ 4 ] |
| 2019 | Dublin Film Critics Circle Award     | Найкращий ірландський фільм                        |                                                             | 7 місце   | [ 4 ] |
| 2019 | Newport Beach Film Festival          | Премія «Прорив» – виконавець-прорив                | Мо Данфорд                                                  | Перемога  | [ 4 ] |
| 2019 | Newport Beach Film Festival          | Приз журі – найкраща чоловіча роль                 | Мо Данфорд                                                  | Перемога  | [ 4 ] |
| 2020 | Irish Film and Television Awards     | Кращий фільм                                       | Браян Дж. Фальконер                                         | Номінація | [ 4 ] |
| 2020 | Irish Film and Television Awards     | Кращий актор у головній ролі – Фільм               | Мо Данфорд                                                  | Номінація | [ 4 ] |
| 2020 | Irish Film and Television Awards     | Кращий актор другого плану – Фільм                 | Лоркан Краніч                                               | Номінація | [ 4 ] |
| 2020 | Irish Film and Television Awards     | Найкраща жіноча роль другого плану – Фільм         | Емілі Тааффе                                                | Номінація | [ 4 ] |

## Критика
На сайті «Rotten Tomatoes» рейтинг схвалення фільму становить 75% на основі 12 рецензій із середнім рейтингом 6,7/10.